# 英検Jr.
英検Jr.（えいけん じゅにあ）とは、公益財団法人日本英語検定協会が主催する幼児、小学生向けの検定試験。小学校の外国語活動（旧課程の小学5～6年生、新課程の小学3～4年生）に対応する。2013年度は約8万人が受験している。2015年4月に改名される前は、児童英検という名称で実施されていた。

## 概要

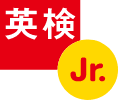
英検jrのロゴ

受験方法はペーパー版、オンライン版、学校版の3つがある。ペーパー版は公開会場はなく、グループ会場でのみ実施される。オンライン版は個人やグループ単位でいつでも申込・受験が可能である。学校版は学校からのみ申し込め、全国規模のデータと比較検証が可能である。
英検Jr.には3つのグレードがあり、下からBRONZE、SILVER、GOLDがある
。
英検Jr.の団体受験は5名以上からの申込を受け付けている。希望の団体は、「グループ登録申請」を提出し、実施校として登録される必要がある
。
リーディング、ライティング、スピーキングの3技能には対応しておらず、リスニングの技能のみ試験が実施される。「聞き取れているかどうか」に主眼を置く試験で、合否判定は行わず、達成率（％）で試験の結果が通知される。

## 受験料
| グレード | ペーパー版(税込) | オンライン版(税込) |
| -------- | ---------------- | ------------------ |
| GOLD     | 2900円           | 2700円             |
| SILVER   | 2700円           | 2500円             |
| BRONZE   | 2500円           | 2300円             |

オンライン版の方が200円ほど安く受けることができる。その為、個人での受験・PCが使用が可能な児童はオンライン、不可な児童はペーパー版での受験を勧める。